# Susanne Kinnebrock
Susanne Kinnebrock (* 1966 in München) ist eine deutsche Kommunikationswissenschaftlerin und Hochschullehrerin.

## Werdegang
Von 1986 bis 1993 studierte Kinnebrock Kommunikationswissenschaft, Politikwissenschaft, Geschichtswissenschaft und Amerikanischer Kulturgeschichte an der Ludwig-Maximilians-Universität München (LMU) und der Università degli Studi in Turin. Danach arbeitete sie in München sieben Jahre lang als wissenschaftliche Mitarbeiterin und an der Universität Erfurt gut zwei Jahre als Koordinatorin eines E-Learning-Projekts zur Einführung in die Kommunikationswissenschaft. 2002 promovierte sie an der LMU zum Dr. phil. Von 2003 bis 2006 war Kinnebrock für drei Jahre Stipendiatin für Genderforschung an der LMU und Halbstipendiatin der Universität Erfurt. In dieser Zeit forschte sie zu Frauenzeitschriften in der Zeit von 1725 bis 1933. 2006 war sie Lehrbeauftragte an der Hamburg Media School und 2007 an der Universität Salzburg. 2007 sowie 2008 wurde sie außerdem mit dem Nachwuchspreis der Deutschen Gesellschaft für Publizistik- und Kommunikationswissenschaft (DGPuK) ausgezeichnet. 2007 war sie Koordinatorin eines E-Learning-Projekts zur Vermittlung von Public-Relations-Theorien für die Virtuelle Hochschule Bayern und die LMU in München. Zwischen 2007 und 2009 war Kinnebrock Universitätsprofessorin der Universität Wien für Kommunikationswissenschaft mit Schwerpunkt Journalismusforschung. 2009 wechselte sie als Universitätsprofessorin für Kommunikationstheorie an die RWTH Aachen. Seit 2012 arbeitet sie als Universitätsprofessorin für Kommunikationswissenschaft, mit Schwerpunkt Öffentliche Kommunikation, an der Universität Augsburg. 2015 war sie Gastprofessorin am Research Centre for Communication and Culture der Universidade Católica Portuguesa in Lissabon.
Sie ist die geschäftsführende Direktorin für das Institut für Medien, Wissen und Kommunikation an der Universität Augsburg.
2024 wurde Kinnebrock zum Mitglied der Academia Europaea gewählt.

## Schwerpunkte ihrer Forschungen
Zu ihren Schwerpunkten zählen der narrative Journalismus, Öffentlichkeits-, Journalismus- und Medienwandel (seit dem 19. Jahrhundert bis zu den neuen konvergenten und mobilen Medien) sowie transnationale europäische Kommunikationsgeschichte. Ein zentrales Thema ihrer Arbeiten sind die kommunikationswissenschaftlichen Gender Studies. Aktuell arbeitet Kinnebrock vermehrt zu Themen der Gesundheits- und Wissenschaftskommunikation.

## Besonderes Engagement
2007 gründete Kinnebrock das Nachwuchsforum für Kommunikationsgeschichte (genannt Nakoge). Hierbei handelt es sich um eine Initiative der DGPuK, die eine offene Plattform für solche Nachwuchswissenschaftler und Absolventen darstellen soll, die sich mit Kommunikations- und Mediengeschichte auseinandersetzen. In ihrer Dissertation, einer Biographie über Anita Augspurg, eine Frauenrechtlerin, die durch geschickte Öffentlichkeitsarbeit auf Themen wie Mädchenbildung und Frauenrechte aufmerksam machte, beschäftigte sich Kinnebrock unter anderem mit den Möglichkeiten von Frauen, politischen Einfluss zu nehmen.
Von 2006 bis 2012 fungierte sie als Sprecherin der der DGPuK-Fachgruppe Kommunikationsgeschichte. In den Jahren 2010 bis 2014 war sie dann sowohl Mentorin-Beauftragte, sowie Metareviewerin der DGPuK.
Kinnebrock ist zusammen mit Klaus Arnold und Paschal Preston Mitbegründerin der Communication History Section der ECREA (European Communication Research and Education Association). Die Sektion möchte Forscher verschiedener europäischer Länder zusammenbringen, die Kommunikation aus einer historischen Perspektive erforschen. 2009 bis 2012 war sie dort als Vizeleitung tätig und von 2012 bis 2016 als Leitung.
Seit 2012 ist sie wissenschaftlicher Vorstand der Stiftung Archiv der deutschen Frauenbewegung. Die Stiftung betreibt eigene Forschung und regt Arbeiten im Bereich der Frauen- und Geschlechtergeschichte des 19. und 20. Jahrhunderts an.

## Abgeschlossene Forschungsprojekte
2003 bis 2006 untersuchte Kinnebrock Politische Frauenzeitschriften von 1725 bis 1933 sowie Politische Frauenzeitschriften und ihre Öffentlichkeiten. Das Projekt wurde durch das Hochschul- und Wissenschaftsprogramm der Bund-Länderkommission für Bildungsplanung und Forschungsförderung gefördert.
2007 forschte sie zum Journalismus als Frauenberuf anno 1900. Diese BMBF-geförderte Studie gibt einen Überblick über das Berufsfeld des Journalismus für Frauen an der Wende von dem 19. und 20. Jahrhundert. Dafür wird das Lexikon Frauen der Feder, das circa 1500 Porträts von damals aktiven, deutschsprachigen Autorinnen enthält, ausgewertet.
Wissenschaft und Gesellschaft im Dialog? PR 2.0 im Hochschulbereich war Susanne Kinnebrocks Forschungsprojekt von 2010 bis 2011. Hierbei handelt es sich um ein Kooperationsprojekt von Kinnebrock mit dem Dezernat Presse- und Öffentlichkeitsarbeit der RWTH Aachen und mit RWTH extern.
Von 2008 bis 2012 forschte sie zu Geschlechterkonstruktionen in deutschen, österreichischen und schweizerischen Tageszeitungen. Dies war ebenfalls eine Kooperationsarbeit, diesmal mit der Österreichischen Akademie der Wissenschaften.
Ihr letztes abgeschlossenes Projekt bearbeitete Öffentlichkeitsprozesse und Medienproduktion im digitalen Zeitalter (2010–2016). Es erfolgte in Kooperation mit der Universität der Bundeswehr München, der Universidad de Navarra in Pamplona/Spanien, der Universidade Católica Portuguesa, der Rijksuniversiteit Groningen/Niederlanden und der Universität Salzburg. Aktuell arbeitet Susanne Kinnebrock zu geschlechterspezifischen Themen der Gesundheitskommunikation, vergangenen Diskursen über Fürsorge bzw. Care-Arbeit sowie zur Herstellung von Evidenz in der Wissenschaftskommunikation.

## Rezeption
„Es gibt Bücher, die schon längst hätten geschrieben sein müssen – Bücher, auf die eine schon lange gewartet hat. Die Dissertation der Kommunikationswissenschaftlerin Susanne Kinnebrock über Leben und Werk Anita Augspurgs ist ein solches Buch.“

„Mehr als 60 Jahre später hat Kinnebrock nun eine Biografie vorgelegt, die nicht nur Augspurgs Stärken und Schwächen gerecht wird, sondern darüber hinaus zweifellos ein Meilenstein in der Forschung zum radikalen Flügel der bürgerlichen Frauenbewegung um und nach 1900 darstellt. Was Leben und Werk Augspurgs betrifft, dürfte Kinnebrock gar ein Standardwerk vorgelegt haben, von dem jetzt schon gesagt werden kann, dass es auf absehbare Zeit unübertroffen bleiben wird.“

## Publikationen

### Monographien
- Anita Augspurg (1857–1943). Feministin und Pazifistin zwischen Journalismus und Politik. Eine kommunikationshistorische Biographie. Centaurus, Herbholzheim 2005, ISBN 3-8255-0393-3.[1]

### Sammelbände
- mit William Uricchio: Media Cultures. Universitätsverlag Winter, Heidelberg 2006, ISBN 978-3-8253-1645-7.
- als Herausgeberin mit Klaus Arnold, Walter Hömberg: Geschichtsjournalismus – zwischen Information und Inszenierung. LIT, Münster 2010, ISBN 978-3-643-10420-5.
- mit Klaus Arnold, Christoph Classen, Hans-Ulrich Wagner, Edgar Lersch (Hrsg.): Von der Politisierung der Medien zur Medialisierung des Politischen? Zum Verhältnis von Medien, Öffentlichkeiten und Politik im 20. Jahrhundert. Leipziger Universitätsverlag, Leipzig 2010, ISBN 978-3-8394-1917-5.
- als Herausgeberin mit Klaus Arnold, Walter Hömberg: Geschichtsjournalismus – zwischen Information und Inszenierung. 2., durchgesehene Auflage. LIT, Münster 2012, ISBN 978-3-643-10420-5.
- mit Christian Schwarzenegger, Thomas Birkner (Hrsg.): Theorien des Medienwandels. Halem, Köln 2015, ISBN 978-3-86962-091-6.[1]

### Herausgeberschaften und Redaktionen bei Fachzeitschriften
- Klaus Arnold, Wolfgang Duchkowitsch, Michael Meyen (Redaktion): Was ist Kommunikationswissenschaft? Themenheft von medien&zeit 4/2008.
- als Gastautorin: Journalism as a female profession. Themenheft von medien&zeit 2/2009.
- als Gastautorin: Journalismus als Frauenberuf. Themenheft von medien&zeit 3/2009.
- als Gastautorin mit Helena Bilandzic: Narrative Fact and Fiction. Patterns of narrative construction in media stories and differential effects. Special issue of Communications. The European Journal of Communications Research 4/2009.
- mit McLuskie, Christian Schwarzenegger (Gastautoren): What is Communication History? - European Answers. 1. Teil. Themenheft von medien&zeit 3/2011.
- mit McLuskie. Christian Schwarzenegger (Gastautoren): What is Communication History? - European Answers. 2. Teil. Themenheft von medien&zeit 4/2011.
- mit Christoph Classen, Maria Löblich (Gastautoren): Towards Web History: Sources, Methods, and Challenges in the Digital Age. Focus II of Social Historical Research. 37. Jg./Nr. 4, 2012. S. 97–188.[1]